# Matahau
Matahau  es una localidad del distrito de Nukunuku, en Tonga. Tiene una población de 587 habitantes en 2021.